# Tramwaje w Chabarowsku
Tramwaje w Chabarowsku − system komunikacji tramwajowej w rosyjskim mieście Chabarowsk.

## Historia
W październiku 1938 zatwierdzono budowę 9,4 km linii. Prace budowlane nad nową zajezdnią rozpoczęto w 1953, a tramwaje oficjalnie otwarto w 1956 na trasie liczącej 19 km. W 1957 uruchomiono drugą linię na trasie fabryka chemiczno-farmaceutyczna (ХимФармЗавод, ChimFarmZawod) – Dworzec kolejowy (Железнодорожный вокзал, Żelaznodorożnyj wokzał). Rok później oddano do eksploatacji linię tramwajową nr 5 na trasie Dworzec kolejowy – Szkoła nr 38. Kolejną linię oddano do użytku w 1967 na trasie Dworzec kolejowy – ul. Dazo. Linie tą oznaczono nr 6. 17 lipca 1973 wybudowano zajezdnię tramwajową nr 2 i przeniesiono do niej 42 wagony MTW-82. 31 maja 2008 w zajezdni nr 1 było 60 wagonów, a w zajezdni nr 2 – 38. Funkcjonuje też linia prowadząca do fabryki papy bitumicznej (Картонно-Рубероидный завод, Kartonno-Ruberoidnyj zawod).
W szczytowym okresie rozwoju sieci tramwajów w Chabarowsku funkcjonowało 9 linii tramwajowych. W maju 2018 r. w mieście kursowało już tylko 6 linii, ale w styczniu 2021 trzy z nich zamknięto. Od tego czasu działają już tylko trzy:
- linia nr 1: Dworzec kolejowy – fabryka farmaceutyczna (Железнодорожный вокзал — ХимФармЗавод)
- linia nr 2: Dworzec kolejowy – fabryka papy bitumicznej (Железнодорожный вокзал — Картонно-Рубероидный завод)
- linia nr 5: Dworzec kolejowy – osiedle im. Kirowa (Железнодорожный вокзал — пос. им. Кирова)

W zajezdni nr 3 są eksploatowane trolejbusy. W 2006 zostało otwarte muzeum.

## Tabor
W roku otwarcia w Chabarowsku było:
- KTM/KTP-1 – 7 sztuk
- MTW-82 – 5 sztuk

Liniowy tabor w maju 2018 r. składał się z 67 tramwajów:
| Zdjęcia                         | Typ            | przewóz osób na wózkach | Liczba |
| ------------------------------- | -------------- | ----------------------- | ------ |
|                                 | RWZ-6M2        |                         | 15     |
|                                 | KTM-5M3        |                         | 16     |
|                                 | KTM-5A         |                         | 5      |
|                                 | KTM-8K         |                         | 14     |
|                                 | KTM-8KM        |                         | 1      |
| Tramwaje typu LM-93 w Smoleńsku | LM-93          |                         | 2      |
|                                 | LM-99K         |                         | 1      |
|                                 | LM-99AVN       |                         | 9      |
|                                 | KTM-23         | przewóz osób na wózkach | 19     |
| Łączna liczba:                  | Łączna liczba: | Łączna liczba:          | 67     |

Najnowszymi tramwajami w Chabarowsku są wagony typu KTM-23; pierwsze z nich dostarczono w grudniu 2010 r., a liniową eksploatację rozpoczęto 1 lutego 2011 r.